# Myrfrölöpare
Myrfrölöpare (Harpalus nigritarsis) är en skalbaggsart som beskrevs av Sahlberg. Myrfrölöpare ingår i släktet Harpalus och familjen jordlöpare. Enligt den finländska rödlistan är arten nära hotad i Finland. Enligt den svenska rödlistan är arten otillräckligt studerad i Sverige. Arten förekommer i Övre Norrland. Artens livsmiljö är tallmossar. Inga underarter finns listade i Catalogue of Life.